# Psychopathie
Psychopathie, psychopathische persoonlijkheidsstoornis en soms ook primaire en secundaire psychopathie is een zeldzame persoonlijkheidsstoornis waarbij de gewetensfunctie, die zich in de baby- en peuterfase ontwikkelt, achterblijft in de ontwikkeling of geheel niet tot stand komt. De stoornis komt voor bij minder dan of ongeveer 1% van de wereldbevolking. Psychopathie maakt met machiavellisme en narcisme onderdeel uit van de duistere drie.
Psychopaten staan vooral bekend om hun veronachtzaming voor de sociale en morele normen, waarbij ze vaak relaties hebben die zich kenmerken door geweld, uitbuiting of verleiding. Ze zijn niet tot nauwelijks in staat om empathie en berouw te voelen en reageren vaak abnormaal op angst en pijn. Andere emoties worden vaak oppervlakkiger gevoeld dan door niet-psychopaten. Psychopaten hebben geen respect voor de sociale en morele normen, omdat zij niet beïnvloed worden door gevoelens als schuld, wroeging en soms ook angst.
In 1941 publiceerde Hervey Cleckley het boek The Mask of Sanity, waarin hij zestien criteria voor de psychopathische persoonlijkheid gaf. Robert Hare, een vooraanstaande Canadees psychopathieonderzoeker, ontwikkelde in de jaren zeventig van de 20e eeuw een vernieuwde checklist, de Hare Psychopathy Checklist. Deze checklist wordt vrijwel altijd gebruikt voor het meten van psychopathie.
Psychopathie staat niet meer in de hedendaagse classificatiehandboeken van de algemene psychiatrie (zoals de DSM), maar de term wordt wel gebruikt in de forensische psychiatrie. Er zijn zowel overeenkomsten als verschillen met sociopathie oftewel antisociale persoonlijkheidsstoornis (AsPS), die voorkomt bij ongeveer 4% van de wereldbevolking.

## Verkeerde beeldvorming
In de media is na 1970 veel gepubliceerd over psychopathie, met betrekking tot fictieve personages als Hannibal Lecter en bestaande personen zoals Marc Dutroux, Jack the Ripper en Joran van der Sloot. Hierdoor is in de maatschappij het idee gevoed dat psychopathie zeer vaak of altijd dit gedrag met zich meebrengt, terwijl dit in feite zelden het geval is.
Psychopathie wordt ook vaak afgebeeld als een aandoening die gepaard gaat met een volledig gebrek aan empathische emoties, terwijl psychopaten wel in staat zijn tot het voelen van spijt.

## Psychiatrische visie
Psychopathie wordt gezien als een handicap met als kenmerk dat men slecht kan afstemmen op de emoties van anderen. Deze verminderde of zelfs volledige afwezigheid van empathie is onder meer aangetoond bij onderzoek waarbij hersenactiviteit is gemeten in situaties waarbij psychopaten anderen een fout zien maken. Gebieden in de hersenen zoals de cortex cingularis anterior, waar emotionele prikkels (zoals beloning en straf) worden verwerkt, lieten daarbij minder activiteit zien dan bij controleproefpersonen. Chronisch agressieve mannen vertonen een kleinere neurale respons in de dorsomediale prefrontale cortex op plaatjes met emotionele gezichtsuitdrukkingen, dan niet-agressieve mannen. Deze kenmerken kunnen wijzen op een gebrek aan empathie. Dit kan een belemmering vormen in het sociale contact met anderen en is vermoedelijk ook moeilijk te corrigeren.

### Hervey Cleckley
Hervey Cleckley, een psychiater, beschreef in 1941 de stoornis in zijn boek The Mask of Sanity, vernoemd naar het feit dat psychopaten zich normaal kunnen voordoen en met een masker hun psychische stoornis verbergen. De zestien kenmerken volgens Cleckley:
1. Oppervlakkige charme en normale tot bovengemiddelde intelligentie
2. Afwezigheid van wanen en irrationeel denken
3. Gebrek aan angst of andere neurotische symptomen, is kalm en verbaal soepel
4. Onbetrouwbaarheid, veronachtzaming van verplichtingen en geen gevoel van verantwoordelijkheid
5. Leugenachtig gedrag en onbetrouwbaarheid
6. Ongepland antisociaal gedrag
7. Antisociaal gedrag met inadequate motieven
8. Slecht beoordelingsvermogen of falen om te leren uit ervaringen
9. Pathologisch egocentrisme en afwezigheid van liefde en gehechtheid
10. Afwezigheid van diepe en blijvende emoties
11. Het ontbreken van zelfinzicht en onvermogen zichzelf te zien zoals anderen dat doen
12. Ondankbaarheid voor vriendelijkheid en vertrouwen
13. Hinderlijk gedrag, vulgariteit, grofheid, snelle stemmingswisselingen, streken voor entertainment
14. Geen geschiedenis van echte zelfmoordpogingen
15. Onpersoonlijk en triviaal seksleven
16. Het ontbreken van een levensplan en een geordend leven, behalve voor destructieve doeleinden

### Robert Hare
Robert Hare, een Canadese psycholoog, ontwikkelde een betrouwbare test voor het vaststellen van psychopathie. Hij ziet psychopathie en de antisociale persoonlijkheidsstoornis als twee verschillende aandoeningen en pleit ervoor dat psychopathie als aparte diagnose wordt opgenomen in de DSM-5. Hare is ook van mening dat iedere psychopaat lijdt aan de antisociale persoonlijkheidsstoornis, zoals beschreven in de DSM, maar dat niet iedere AsPS-lijder een psychopaat is. Bij een combinatie van de DSM-IV criteria van de antisociale persoonlijkheidsstoornis en de kenmerken volgens Hare, kan er van psychopathie gesproken worden. Op elk item kan een persoon 0, 1 of 2 (nooit-soms-altijd) punten scoren. Een score van 30 punten of hoger indiceert psychopathie. De test is betrouwbaar in het geval van gewelddadige en criminele psychopaten, maar kan niet worden toegepast op psychopaten die niet in een gevangenissysteem verblijven. Hersenscans door middel van MRI zijn het meest doorslaggevend omdat psychopathie hiermee vastgesteld kan worden.
Hare-psychopathiechecklist - Revised (PCL-R), verkorte versie:

#### Factor 1 (primaire psychopathie)
- Oppervlakkige charme en welbespraaktheid
- Gevoelens van grandiositeit
- Pathologisch liegen
- Manipulatief en sluw gedrag
- Gebrek aan berouw of schuldgevoel
- Ontbreken van emotionele diepgang (vluchtige emoties)
- Kil en/of gebrek aan empathie
- Geen verantwoordelijkheid nemen voor het eigen gedrag

#### Factor 2 (secundaire psychopathie)
- Prikkelhongerig en afkeer van verveling
- Parasitaire levensstijl
- Ontbreken van doelen op lange termijn
- Gebrekkige beheersing van het gedrag
- Impulsiviteit
- Onverantwoordelijk gedrag
- Jeugdcriminaliteit
- Gedragsproblemen in de (vroege) jeugd
- Schending van voorwaardelijke invrijheidsstelling of proeftijd
- Criminele veelzijdigheid

Deze kenmerken zijn meer dan die van factor 1 terug te vinden in de DSM-criteria voor antisociale persoonlijkheidsstoornis.

#### Resterende kenmerken
- Seksuele losbandigheid
- Korte relaties

Er is ook kritiek op de checklist. Zo zou de score onder andere afhankelijk zijn van hoe empathisch de psycholoog is die hem afneemt en ligt de nadruk te veel op crimineel en antisociaal gedrag. Bovendien kunnen de kenmerken ook veroorzaakt worden door omgevingsfactoren of andere psychische aandoeningen en maakt de test te weinig onderscheid tussen psychopathisch en menselijk gedrag.

### Spectrumstoornis
Niet elke psychopaat is exact zoals beschreven in de checklist. Sinds het begin van de eenentwintigste eeuw wordt ook wel gesproken van een spectrumstoornis. Daarmee wordt bedoeld dat ernst en uitingsvorm(en) per persoon kan verschillen: zo zijn er ook prosociale, functionele en hoogfunctionerende psychopaten.

## Beschrijving

### Emotionele tekorten
Psychopaten vertonen ernstige emotionele afwijkingen zoals gebrek aan empathie, berouw, schuldgevoel en angst en vluchtige emoties en het ontbreken van emotionele diepgang. Vaak wordt verondersteld dat psychopaten volledig emotieloos zijn, maar dit is niet waar. Psychopaten voelen alle mogelijke emoties die er zijn (behalve empathie en berouw), maar hebben in tegenstelling tot gezonde personen meer actieve stimulatie nodig om een emotie te voelen. De emoties van een psychopaat zijn vaak plotseling opkomend en intens, maar vervagen ook snel weer. Het gebrek aan empathie wordt echter nog onderzocht: uit een Nederlands onderzoek blijkt namelijk dat psychopaten wel empathie hebben, maar dit meestal niet gebruiken, behalve wanneer dit hen nadrukkelijk wordt gevraagd. Naar aanleiding van deze resultaten wordt er gezocht naar een behandeling die ervoor kan zorgen dat psychopaten zich gaan inleven in andere mensen.
De emotionele afwijkingen van psychopaten zijn terug te vinden het limbische systeem (amygdala en insula), de prefrontale cortex en de frontale kwabben. Bij psychopaten bleek er sprake te zijn van een beschadigde amygdala, of de amygdala vertoonde meer grijsgebieden dan bij gezonde personen. Kevin Dutton, een psycholoog die zich specialiseerde in psychopathie, onderging een onderzoek waarbij hij kon voelen hoe het was om een psychopaat te zijn. Een collega van hem kon die verlaagde activiteit die voorkomt bij psychopaten bij gezonde hersenen simuleren, met een techniek die transcraniële magnetische stimulatie (TMS) heette. Dutton meldde dat hij zich prettig en dronken voelde zonder moe te zijn en dat hij moest lachen bij het zien van gruwelijke beelden.
Op bepaalde zaken kan zich bij psychopaten een emotionele overgevoeligheid, sensitiviteit of verstoring voordoen. Psychopaten blijken gevoelig voor zaken als kindermishandeling, afwijzing, misbruik en frustratie, en kunnen hierop reageren met normale of overgevoelige emotionele reacties. Dit kan wijzen op mogelijke soortgelijke trauma's die ontstaan zijn in hun jeugd. Herhaaldelijke negatieve gebeurtenissen kunnen bij psychopaten, evenals bij andere mensen, leiden tot het ontstaan van een klinische depressie en zelfdoding. Volgens de statistieken ligt dit percentage bij psychopaten echter op 15%.
Typerend aan de psychopathische persoonlijkheidsstoornis is dat de patiënten wel in staat zijn tot het veinzen van hun ontbrekende emoties, zodanig dat zij normaal overkomen op anderen en niet ontdekt of gediagnosticeerd worden. Onderzoek heeft aangetoond dat zij dit zelfs beter kunnen dan normale personen.

### Gebrek aan angst
Psychopaten kunnen een gebrek aan angst tonen in diverse situaties. Uit onderzoek bleek al een verminderde of afwezige schrikreactie en afwezigheid van bijvoorbeeld zwetende handen. Dit betekent niet dat psychopaten helemaal geen angst voelen. Sommige psychopaten voelen wel angst en anderen juist niet of nauwelijks. Er is bij psychopaten vaker een sterkere prikkel nodig om angst te voelen, maar ook om deze te herkennen. Zo hebben psychopaten een verminderd vermogen om gevaar te herkennen. Als gevolg van het ontbreken van emotionele diepgang in tegenstelling tot slechts vluchtige emoties wordt er vooralsnog minder sterke angst gevoeld in vergelijking met gezonde personen.
James Fallon, de auteur van De psychopaat in mij, een gediagnosticeerde maar prosociale psychopaat, zou geleden hebben aan een ernstige obsessieve compulsieve stoornis en paniekaanvallen.

### Antisociale levensstijl
Psychopaten staan bekend om een antisociale levensstijl die zich kenmerkt door seksuele losbandigheid of verdenking hiervan, korte relaties, impulsiviteit, een nomadisch bestaan, pathologisch liegen, het nemen van risico en hun behoefte aan stimulatie, waarbij ze meestal veel drugs en/of alcohol gebruiken. Deze kenmerken zijn ook beschreven in de checklist van Hare. Crimineel gedrag komt bij psychopaten minder voor dan bij AsPS-lijders. 80% van de AsPS-lijders (antisociale persoonlijkheidsstoornis) verblijft in een gevangenis tegenover slechts 20% van de psychopaten. Ondanks hun afwijkende levensstijl zijn psychopaten minder gewelddadig dan andere geesteszieken. Sociopaten, c.q. AsPS-lijders, zijn meer geneigd tot geweld en hebben een hoger risico op overlijden.
Deze kenmerken worden vooral gezien bij psychopaten die zijn verwaarloosd of mishandeld in hun jeugd. Psychopaten hebben wel aangeboren emotionele tekorten, maar van een afwijkende of antisociale levensstijl is meestal geen sprake. Deze kenmerken ontwikkelen zich meestal pas vanaf de puberteit en worden getriggerd of veroorzaakt door externe factoren.

### Geweldpleging en criminaliteit
Het risico op geweldpleging door een psychopaat kan toenemen als gevolg van externe factoren zoals kindermishandeling, stigmatisering en demonisering van psychopathie, echtscheiding, financiële problemen, het verlies van een geliefde of afwijzing door vrienden en familie. Vooral sociale isolatie als gevolg van de negatieve beeldvorming bij psychopaten en verbijstering of onbegrip vanuit de omgeving kan het lijden van een psychopaat doen toenemen.

### Relaties met anderen
Net als gezonde mensen houden psychopaten van hun echtgenoten, kinderen, vrienden en familieleden op hun eigen manier en kunnen zij verdriet voelen over het verlies van deze personen. Psychopathie wordt ook niet gekenmerkt door een totaal gebrek aan empathie en normale emoties. Sommige psychopaten geloven dat de hele wereld tegen hen is en dat niemand van hen zal houden vanwege hun afstotende persoonlijkheidskenmerken.
Psychopaten hebben als gevolg van hun gebrek aan empathie vaak korte en oppervlakkige relaties en blijken vaak meerdere kinderen bij verschillende partners te hebben. Ze kunnen door hun behoefte aan afwisseling regelmatig verhuizen, soms zonder de omgeving vooraf in te lichten.
Volledig egoïstisch zijn psychopaten niet, ze kunnen zich altruïstisch gedragen en ook de belangen van mensen met wie zij een relatie onderhouden behartigen. Uit een onderzoek bleek dat ook extreme psychopaten in staat zijn om hun zorg voor anderen te tonen.

### Intelligentie
Psychopaten worden door de media vaak afgebeeld als zeer intelligent, maar dit hoeft niet altijd het geval te zijn. Sommige psychopaten zijn hoogopgeleid en onderhouden goede banen, maar de meeste psychopaten leren vooral veel uit zichzelf en in hun vrije tijd, voornamelijk over wetenschappelijke onderwerpen. Psychopaten hebben vaak een hoge verbale intelligentie. Een disharmonische intelligentie kan ook voorkomen. Een hoge score op de factor 1-kenmerken van de Hare Checklist (en een lage score op factor twee) is een voorspelling van een hoge intelligentie bij een psychopaat. Volgens een meta-analyse uit 2017 hebben psychopaten gemiddeld een net iets lagere intelligentie dan andere mensen.

### Andere kenmerken
Andere kenmerken van psychopathie zijn:
- Een verminderd reukvermogen en gebrek aan walging
- Het vaker gebruiken van woorden als "daarom", "omdat" en "als gevolg van" (wanneer gevraagd naar gewelddadige handelingen)
- Langer nadenken voor een antwoord wordt gegeven, vaker "uhm" of "uh" (wanneer gevraagd naar gewelddadige handelingen)
- Het vaker hebben over basisbehoeften zoals geld en eten
- Een voorkeur hebben voor bittere smaken
- Veel handgebaren maken tijdens het praten
- Het constant aanraken van het eigen haar
- Bedplassen, brandstichten en wreedheid jegens dieren in de kinderjaren
- Slecht zijn in tekenen of een slordig handschrift
- Hoge of abnormale pijngrens
- Gebrek aan richtingsgevoel en ruimtelijk inzicht
- Disharmonische intelligentie
- Van woedend naar kalm gaan in een ogenblik
- Kan van erg stil naar levendig gaan
- Sociale kameleon

### Voorkomen
Hoewel psychopathie veel werd besproken in de media en er veel films en series over zijn verschenen, is de psychische aandoening relatief zeldzaam en treft minder dan 1% van de wereldbevolking.

## Sociopathie
Sociopathie is een verouderde, maar nog steeds gebruikte term voor een persoonlijkheidsstoornis die tegenwoordig wordt omschreven als de antisociale persoonlijkheidsstoornis, afgekort AsPS. De aandoening wordt ook wel secundaire psychopathie, pseudo-psychopathie en factor 2-psychopathie genoemd en komt voor bij ongeveer 4% van de wereldbevolking. De criteria:
A: Een diepgaand patroon van gebrek aan achting voor en schending van de rechten van anderen, vanaf het vijftiende jaar aanwezig en tot uiting komend in diverse situaties, zoals blijkt uit drie (of meer) van de volgende kenmerken:
- Niet in staat zich te conformeren aan de maatschappelijke norm dat men zich aan de wet moet houden, zoals blijkt uit het bij herhaling tot handelingen komen die een reden voor arrest kunnen zijn
- Oneerlijkheid, zoals blijkt uit herhaaldelijk liegen, het gebruik van valse namen of anderen bezwendelen ten behoeve van eigen voordeel of plezier
- Impulsiviteit of onvermogen ‘vooruit te plannen'
- Prikkelbaarheid en agressiviteit, zoals blijkt uit bij herhaling komen tot vechtpartijen of geweldpleging
- Roekeloze onverschilligheid voor de veiligheid van zichzelf of anderen
- Constante onverantwoordelijkheid, zoals blijkt uit het herhaaldelijk niet in staat zijn geregeld werk te behouden of financiële verplichtingen na te komen
- Ontbreken van spijtgevoelens, zoals blijkt uit de ongevoeligheid voor of het rationaliseren van het feit anderen gekwetst, mishandeld of bestolen te hebben

B: De leeftijd is ten minste achttien jaar.
C: Er zijn aanwijzingen voor een gedragsstoornis beginnend vóór het vijftiende jaar.
D: Het antisociale gedrag komt niet uitsluitend voor in het beloop van schizofrenie of manische episodes.
De kenmerken komen overeen met de factor 2-kenmerken van de Hare Psychopathie Checklist.

### Verschil met psychopathie
Sociopathie ontstaat als gevolg van een genetische aanleg voor psychopathie die pas tot uiting komt als gevolg van omstandigheden. Een sociopaat had in feite een normaal en gezond persoon kunnen zijn, maar de emotionele ontwikkeling en persoonlijkheidsontwikkeling werden verstoord als gevolg van externe factoren, waardoor een genetische aanleg tot uiting kwam in de vorm van pseudo-psychopathisch gedrag. Externe factoren kunnen bijvoorbeeld kindermishandeling, verwaarlozing, armoede, frontaal syndroom en aangeleerd gedrag zijn. De aandoening kenmerkt zich vooral door emotionele problemen, impulsiviteit en antisociaal gedrag. In tegenstelling tot een psychopaat, is een sociopaat in staat tot emotionele gehechtheid en schuldgevoel. Een sociopaat is in staat tot empathie, maar slechts voor een beperkt aantal mensen.. In de kindertijd en jeugd konden er zich symptomen van een reactieve hechtingsstoornis hebben voorgedaan. Een ander opvallend verschil is dat psychopaten vaak een hoog verbaal IQ hebben en sociopaten een laag verbaal IQ.

### Hoogfunctionerend sociopathie
Een hoogfunctionerende sociopaat is een sociopaat zoals hierboven geschreven, maar in combinatie met psychopathische trekken zoals welbespraaktheid, hoge verbale intelligentie, oppervlakkige charme en afwezigheid van impulsiviteit. Een hoogfunctionerende sociopaat is net als de "normale" sociopaat in staat tot emotionele banden en schuldgevoel. Een hoogfunctionerende sociopaat heeft juist door zijn of haar psychopathische eigenschappen een functioneler bestaan en meer controle over impulsen, waardoor er minder problemen zijn in het sociaal en beroepsmatig functioneren.

## Functionele psychopathie
Psychopaten die op volwassen leeftijd geen gewelddadig of impulsief gedrag (meer) vertonen, worden wel functionele, hoogfunctionerende of prosociale psychopaten genoemd. Deze drie types zijn door psychologen en psychopaten zelf omschreven. Vooral Kevin Dutton is bekend vanwege zijn boek De lessen van de psychopaat waarin hij zijn vader beschrijft, volgens Dutton een functionele psychopaat: een psychopaat die anderen niet genadeloos afslacht, maar over lijken gaat wanneer hij dat wil en liegt met een grote grijns op zijn gezicht. Functionele psychopathie is ook beschreven door Jan Storms in zijn boek Destructieve relaties op de schop. Hij ziet een functionele psychopaat als iemand die anderen voor misdadige doeleinden gebruikt, zichzelf buiten schot houdt en daarmee de top bereikt.
De hoogfunctionerende psychopaat (of sociopaat) is in staat zijn impulsen te beheersen en daardoor te functioneren in het sociale, relationele en zakelijke leven. Hoogfunctionerende psychopaten zijn zich vaak bewust van hun "anders-zijn" en proberen zich zo goed mogelijk aan te passen om bepaalde doelen te bereiken. Ze konden in het verleden gewelddadig of crimineel zijn geweest, maar hebben hun leven weer opgepakt en proberen een deel van de maatschappij uit te maken. Een bekend voorbeeld van een gediagnosticeerd hoogfunctionerende psychopaat is M.E. Thomas. Zij schreef een boek over haar stoornis, genaamd Confessions of a P/Sociopath.
Een bekende psychopaat is James Fallon, een neurowetenschapper die het brein van een seriemoordenaar heeft. Hij is echter zelf niet gewelddadig en crimineel en heeft een normaal bestaan, ondanks zijn emotionele afwijkingen en psychopathische trekken. Ook zijn gezin accepteert hem zoals hij is. Toen hij erachter kwam dat hij het brein heeft van een psychopathische seriemoordenaar, schreef hij na zelfonderzoek een boek over zijn stoornis, De psychopaat in mij. Omdat hij een psychopaat is die voornamelijk sociaal (wenselijk) gedrag vertoont, noemt hij zichzelf een pro-sociale psychopaat.
Eigenschappen van psychopaten die positief worden gelabeld zijn charme, welbespraaktheid en hoge verbale intelligentie, optimisme, doorzettingsvermogen en koel blijven onder druk. 

### Evolutie
Het is nog onduidelijk of psychopathie een persoonlijkheidsstoornis, persoonlijkheidstype, spectrumstoornis of juist een evolutie is, maar nieuw onderzoek toont aan dat psychopathie mogelijk een resultaat is van natuurlijke aanpassing en evolutie. De vraag is daarbij of psychopathie een neurologische stoornis of juist een biologische vooruitgang is. Een reden van deze vraag is het feit dat de meeste psychopaten onder de juiste omstandigheden op hoog niveau functioneren en ondanks hun gebrek aan affectieve empathie en sociale emoties toch kunnen functioneren in de maatschappij. Het onderzoek loopt sinds 2016.

## Oorzaken
Genetische factoren en erfelijkheid spelen een rol bij het ontstaan van psychopathie. Het is onduidelijk wat de invloed van de opvoeding is, maar factoren die mogelijk een rol spelen zijn een afwezige vader, slechte huisvesting, een depressieve moeder, fysieke verwaarlozing en systematische afwijzing door leeftijdsgenoten. Een psychopathische aanleg zou in de vroege kinderjaren wel kunnen worden beïnvloed door een stabiele en liefdevolle opvoeding. Een gebrek aan empathie lijkt erfelijk bepaald te zijn.
Een andere wetenschappelijke verklaring is dat psychopaten niet zozeer een gebrek aan empathie en emoties hebben, maar dat ze snel afgeleid zijn. Volgens professor Joe Newman, een expert op het gebied van psychopathie, hebben psychopaten dezelfde emoties en empathie als gezonde mensen, maar besteden ze er minder aandacht aan. Het was al bekend dat psychopaten hun empathie "aan" kunnen zetten wanneer ze dit willen of wanneer dit nadrukkelijk van ze wordt gevraagd. Dit verklaart mogelijk ook waarom psychopaten charmant en normaal kunnen verschijnen.
Mogelijk speelt ook testosteron een rol bij de emotionele afwijkingen die voorkomen bij psychopathie.

## Behandeling
Het is volgens onderzoek uit 2013 van de Nederlandse forensisch psycholoog Farid Chakhssi een mythe dat psychopaten alleen maar gevaarlijker en sluwer worden door behandelingen. Deze bewering berust volgens hem op een Canadees onderzoek waarbij de gevangenen verwaarloosd werden en geen behandeling kregen. Chakhssi promoveerde op een gevalsstudie over een psychopathische verkrachter die jarenlang psychotherapie volgde en constateerde een grote verbetering. Uit het onderzoek bleek daarnaast dat ook andere psychopaten baat hebben bij therapie en behandeling. De resultaten van de studie werden gepubliceerd in het magazine Psychotherapy, het blad van de American Psychological Association.
Onderzoekers van The Donders Institute van de Radboud Universiteit in Nijmegen ontdekten dat testosteron invloed heeft op de delen in de hersenen die verantwoordelijk zijn voor het reguleren van emoties. Mogelijk is dit ook een aanknopingspunt voor de behandeling van psychopaten. De resultaten werden ook gepubliceerd in het online tijdschrift eNeuro. Het bleek onder het publiek minder bekend dat psychopaten ook impulsief gedrag vertonen en problemen hebben met het regulieren van emoties. Deze problemen ontstaan doordat psychopaten, ondanks hun koelbloedigheid, op cruciale momenten hun kalmte verliezen. De oorzaak hiervan is onbekend. Volgens het onderzoeksteam liggen neuro-hormonale problemen ten grondslag aan psychopathie. Een uitgangspunt van de behandeling is het beïnvloeden van de testosteron-gehaltes bij psychopaten. De conclusies werden gepubliceerd in januari 2016.
Volgens de Duitse onderzoeker Niels Birbaumer zou neurofeedback het vermogen van psychopaten tot empathie kunnen bevorderen.